# Iphisa elegans
Iphisa elegans is een hagedis uit de familie Gymnophthalmidae. Het is de enige soort uit het monotypische geslacht Iphisa.
Iphisa elegans werd voor het eerst wetenschappelijk beschreven door John Edward Gray in 1851. De soort komt voor in delen van noordelijk Zuid-Amerika.

## Ondersoorten
Er worden twee ondersoorten erkend, die onder andere verschillen in verspreidingsgebied.
| Ondersoorten van de soort Iphisa elegans | Ondersoorten van de soort Iphisa elegans | Ondersoorten van de soort Iphisa elegans                                                                                |
| ---------------------------------------- | ---------------------------------------- | --- |
| Naam                                     | Auteur                                   | Verspreidingsgebied |
| Iphisa elegans                           | Gray, 1851                               | Noordelijk deel van noordelijk Zuid-Amerika; Bolivia, Brazilië, Colombia, Ecuador, Frans-Guyana, Guyana, Suriname, Peru |
| Iphisa elegans soinii                    | Dixon, 1974                              | Zuidelijk deel van noordelijk Zuid-Amerika; Peru, Bolivia                                                               |